# توني سونيتش
توني سونيتش (مواليد 15 ديسمبر 1988) هو لاعب كرة قدم. يلعب مع منتخب البوسنة والهرسك لكرة القدم. سبق له أن لعب في كأس العالم لكرة القدم مع منتخب بلاده.

## روابط خارجية
- توني سونيتش على موقع الاتحاد الدولي (مؤرشف)  (الإنجليزية)
- توني سونيتش على موقع الاتحاد الأوربي (الإنجليزية)
- توني سونيتش على موقع اتحاد أوكرانيا (الإنجليزية)
- توني سونيتش على موقع قاعدة بيانات كرة القدم.إي يو (الإنجليزية)
- توني سونيتش على موقع ناشيونال فوتبول تيمز (الإنجليزية)
- توني سونيتش على موقع Soccerway.com (الإنجليزية)
- توني سونيتش على موقع عالم كرة القدم.نت (الإنجليزية)
- توني سونيتش على موقع AS.com (الإسبانية)